# Abkommen zur Erhaltung der afrikanisch-eurasischen wandernden Wasservögel
Das Abkommen zur Erhaltung der afrikanisch-eurasischen wandernden Wasservögel, englisch: Agreement on the Conservation of African-Eurasian Migratory Waterbirds (AEWA) ist ein internationaler Vertrag, der 1996 als Ableger der Konvention der wild lebenden Tierarten (Bonner Konvention) geschlossen wurde.

## Intention und Inhalt
Das Abkommen schützt 255 Wasservogelarten in Afrika, die in der Regel vor allem durch ihre Migration grenzüberschreitend in mehreren Staaten und teilweise auch in europäischen bzw. eurasischen Staaten vorkommen. AEWA-Signatarstaaten erklären sich damit einverstanden, Maßnahmen zum Schutz von wandernden Wasservögeln und ihren Lebensräumen zu ergreifen. Im Allgemeinen betreffen diese Maßnahmen Arten- und Lebensraumschutz, Steuerung menschlicher Aktivitäten, Untersuchungen und Beobachtungen sowie zuletzt, aber nicht weniger bedeutsam, Erziehung und Information. Damit ist das Programm eng mit dem allgemein-ökologischen Feuchtgebietsschutz verbunden, wie er beispielsweise in der UN-Ramsar-Konvention geregelt ist.
Der strategische Plan konzentriert sich auf
- die Stärkung des Artenschutzes und der Artenwiederherstellung sowie die Verringerung der Ursachen für unnötige Mortalität,
- die Sicherstellung, dass die Nutzung oder Bewirtschaftung der wandernden Wasservogelbestände auf ihren Flugrouten nachhaltig ist;
- den Aufbau und Aufrechterhaltung eines kohärenten und umfassenden Netzes von verwalteten Schutzgebieten und anderen Gebieten;
- die Sicherstellung einer ausreichenden Menge und Qualität des Lebensraums in der weiteren Umgebung und

die Sicherstellung und Stärkung der Kenntnisse, Kapazitäten, Anerkennung, Sensibilisierung und Ressourcen, die für das Abkommen zur Erreichung seiner Erhaltungsziele erforderlich sind.

## Organisation und Vertragsstaaten

Vertragsstaaten:
Vertragsparteien
Vertrag unterzeichnet aber nicht in Kraft

AEWA bildet eine Unterorganisation der UNEP, dem Umweltprogramm der Vereinten Nationen. Organe sind die Vollversammlung (Meeting of the Parties), die regelmäßig alle drei bis vier Jahre an verschiedenen Orten stattfindet, das Ständige und Technische Komitee (Standing, Technical Committee) als etwas häufiger stattfindende Konferenzen, sowie das Sekretariat (UNEP/AEWA Secretariat), das im UN Campus in Bonn angesiedelt sind.
Mit Stand November 2008 waren 62 der 118 Anrainerstaaten in Afrika, Europa und Zentralasien beigetreten.
Ende 2019 hatte das Abkommen zur Erhaltung der afrikanisch-eurasischen wandernden Wasservögel 80 Vertragsparteien: 38 afrikanische Staaten, 41 eurasische Staaten sowie die Europäische Union.

## Rechtsquellen
- BGBl. 1998 II S. 2498, 2500 – Fassung der Bundesrepublik Deutschland (am 15. August 1996 unterzeichnet; dreisprachig)
Resolution 1.9: Änderungen des Aktionsplans, BGBl. 2002 II S. 2411, 2412; Entschließung 2.1: Änderungen der Anlagen des Abkommens, BGBl. 2004 II S. 600, 601